# Viktor Tranberg
Viktor Tranberg, né le 26 février 1997 à Copenhague au Danemark, est un footballeur danois. Il évolue au poste de défenseur central.

## Biographie

### En club
Tranberg est promu en équipe première lors de l'été 2016 à l'âge de 19 ans.
Le 7 août 2016, il fait ses débuts avec le FC Nordsjælland en étant titulaire lors de son premier match professionnel. Tranberg se fera remplacer à la 62e minute par Abdul Mumin lors d'une défaite 1-2 contre l'Aalborg BK en Superliga. 
Tranberg devient peu à peu titulaire durant la saison 2017-2018.
Le 16 juillet 2019, Viktor Tranberg rejoint l'Esbjerg fB.

### En équipe nationale
Viktor Tranberg joue pour la sélection danoise des moins de 18 ans et la sélection danoise des moins de 19 ans. Son temps de jeu conséquent en 2017 lui permet de rejoindre la sélection danoise espoirs.